# Sporting Blood (film 1916)
Sporting Blood è un film muto del 1916 sceneggiato e diretto da Bertram Bracken.

## Produzione
Il film fu prodotto dalla Fox Film Corporation.

## Distribuzione
Distribuito dalla Fox Film Corporation, il film uscì nelle sale cinematografiche statunitensi il 13 agosto 1916.